# Sainte-Mondane
Sainte-Mondane è un comune francese di 278 abitanti situato nel dipartimento della Dordogna nella regione della Nuova Aquitania.

## Società

### Evoluzione demografica
Abitanti censiti